# Lista stacji i przystanków kolejowych w Lombardii
Jest to wykaz stacji kolejowych w regionie Lombardia, które  własnością Rete Ferroviaria Italiana, oddziału włoskiej firmy państwowej Ferrovie dello Stato.

## Lista
| Stacja                             | Miejsce                   | Prowincja         | Kategoria |
| ---------------------------------- | ------------------------- | ----------------- | --------- |
| Abbadia Lariana                    | Abbadia Lariana           | Lecco             | Bronze    |
| Abbiategrasso                      | Abbiategrasso             | Mediolan          | Silver    |
| Acquanegra Cremonese               | Acquanegra Cremonese      | Cremona           | Bronze    |
| Airuno                             | Airuno                    | Lecco             | Silver    |
| Albairate-Vermezzo                 | Albairate                 | Mediolan          | Silver    |
| Albano Sant’Alessandro             | Albano Sant’Alessandro    | Bergamo           | Bronze    |
| Albate-Camerlata                   | Albate                    | Como              | Bronze    |
| Albate-Trecallo                    | Albate                    | Como              | Bronze    |
| Albizzate-Solbiate Arno            | Albizzate                 | Varese            | Silver    |
| Albuzzano                          | Albuzzano                 | Pavia             | Bronze    |
| Ambivere-Mapello                   | Ambivere                  | Bergamo           | Silver    |
| Anzano del Parco                   | Anzano del Parco          | Como              | Bronze    |
| Arcene                             | Arcene                    | Bergamo           | Silver    |
| Arcisate                           | Arcisate                  | Varese            | Silver    |
| Arcore                             | Arcore                    | Monza and Brianza | Silver    |
| Ardenno-Masino                     | Ardenno                   | Sondrio           | Bronze    |
| Arena Po                           | Arena Po                  | Pavia             | Bronze    |
| Asola                              | Asola                     | Mantua            | Bronze    |
| Bagnolo Mella                      | Bagnolo Mella             | Brescia           | Bronze    |
| Barbianello                        | Barbianello               | Pavia             | Bronze    |
| Belgioioso                         | Belgioioso                | Pavia             | Bronze    |
| Bellano-Tartavalle Terme           | Bellano                   | Lecco             | Silver    |
| Bergamo                            | Bergamo                   | Bergamo           | Gold      |
| Besana                             | Besana in Brianza         | Monza i Brianza   | Silver    |
| Besnate                            | Besnate                   | Varese            | Bronze    |
| Besozzo                            | Besozzo                   | Varese            | Bronze    |
| Bianzone                           | Bianzone                  | Sondrio           | Bronze    |
| Biassono-Lesmo Parco               | Biassono                  | Monza i Brianza   | Bronze    |
| Bisuschio-Viggiù                   | Bisuschio                 | Varese            | Silver    |
| Borgoforte                         | Borgoforte                | Mantua            | Bronze    |
| Borgolombardo                      | Borgolombardo             | Mediolan          | Bronze    |
| Bozzolo                            | Bozzolo                   | Mantua            | Bronze    |
| Brenna-Alzate                      | Brenna                    | Como              | Bronze    |
| Brescia                            | Brescia                   | Brescia           | Gold      |
| Bressana Argine                    | Bressana Bottarone        | Pavia             | Bronze    |
| Bressana Bottarone                 | Bressana Bottarone        | Pavia             | Silver    |
| Broni                              | Broni                     | Pavia             | Silver    |
| Busto Arsizio                      | Busto Arsizio             | Varese            | Silver    |
| Buttafava                          | Buttafava                 | Mediolan          | Bronze    |
| Calcio                             | Cividate al Piano         | Bergamo           | Bronze    |
| Caldè                              | Caldè                     | Varese            | Bronze    |
| Calolziocorte-Olginate             | Calolziocorte             | Lecco             | Silver    |
| Calusco                            | Calusco d’Adda            | Bergamo           | Silver    |
| Calvisano                          | Calvisano                 | Brescia           | Bronze    |
| Camnago-Lentate                    | Lentate sul Seveso        | Mediolan          | Silver    |
| Candia Lomellina                   | Candia Lomellina          | Pavia             | Bronze    |
| Canegrate                          | Canegrate                 | Mediolan          | Silver    |
| Canneto sull’Oglio                 | Canneto sull’Oglio        | Mantua            | Bronze    |
| Cantù                              | Cantù                     | Como              | Bronze    |
| Cantù-Cermenate                    | Cantù                     | Como              | Silver    |
| Capralba                           | Capralba                  | Cremona           | Silver    |
| Capriolo                           | Capriolo                  | Brescia           | Bronze    |
| Carate-Calò                        | Carate Brianza            | Monza and Brianza | Bronze    |
| Caravaggio                         | Caravaggio                | Bergamo           | Silver    |
| Carimate                           | Carimate                  | Como              | Silver    |
| Carnate-Usmate                     | Carnate                   | Monza i Brianza   | Silver    |
| Casalbuttano                       | Casalbuttano              | Cremona           | Bronze    |
| Casaletto Vaprio                   | Casaletto Vaprio          | Cremona           | Bronze    |
| Casalmaggiore                      | Casalmaggiore             | Cremona           | Silver    |
| Casalpusterlengo                   | Casalpusterlengo          | Lodi              | Silver    |
| Casletto-Rogeno                    | Rogeno                    | Lecco             | Bronze    |
| Casorate Sempione                  | Casorate Sempione         | Varese            | Bronze    |
| Cassago-Nibionno-Bulciago          | Cassago Brianza           | Lecco             | Silver    |
| Cassano d’Adda                     | Cassano d’Adda            | Mediolan          | Silver    |
| Casteggio                          | Casteggio                 | Pavia             | Bronze    |
| Castel d’Ario                      | Castel d’Ario             | Mantua            | Bronze    |
| Castelleone                        | Castelleone               | Cremona           | Silver    |
| Castellucchio                      | Castellucchio             | Mantua            | Bronze    |
| Castione Andevenno                 | Castione Andevenno        | Sondrio           | Bronze    |
| Castronno                          | Castronno                 | Varese            | Silver    |
| Cava-Carbonara                     | Cava Manara               | Pavia             | Bronze    |
| Cava Tigozzi                       | Cavatigozzi               | Cremona           | Bronze    |
| Cavaria-Oggiona-Ierago             | Cavaria                   | Varese            | Silver    |
| Cernusco-Merate                    | Cernusco Lombardone       | Lecco             | Silver    |
| Certosa di Pavia                   | Certosa di Pavia          | Pavia             | Silver    |
| Cesano Boscone                     | Cesano Boscone            | Mediolan          | Silver    |
| Chiari                             | Chiari                    | Brescia           | Silver    |
| Chiavenna                          | Chiavenna                 | Sondrio           | Silver    |
| Chignolo Po                        | Chignolo Po               | Pavia             | Bronze    |
| Chiuduno                           | Chiuduno                  | Bergamo           | Bronze    |
| Chiuro                             | Chiuro                    | Sondrio           | Bronze    |
| Cisano-Caprino Bergamasco          | Cisano Bergamasco         | Bergamo           | Silver    |
| Civate                             | Civate                    | Lecco             | Bronze    |
| Coccaglio                          | Coccaglio                 | Brescia           | Silver    |
| Codogno                            | Codogno                   | Lodi              | Silver    |
| Colico                             | Colico                    | Lecco             | Silver    |
| Cologne                            | Cologne                   | Brescia           | Bronze    |
| Como San Giovanni                  | Como                      | Como              | Gold      |
| Corbetta-Santo Stefano Ticino      | Corbetta                  | Mediolan          | Silver    |
| Corsico                            | Corsico                   | MilMediolan       | Silver    |
| Corteolona                         | Corteolona                | Pavia             | Bronze    |
| Cosio-Traona                       | Cosio Valtellino          | Sondrio           | Bronze    |
| Costa Masnaga                      | Costa Masnaga             | Lecco             | Silver    |
| Cozzo                              | Cozzo                     | Pavia             | Bronze    |
| Crema                              | Crema                     | Cremona           | Silver    |
| Cremona                            | Cremona                   | Cremona           | Gold      |
| Cucciago                           | Cucciago                  | Como              | Bronze    |
| Delebio                            | Delebio                   | Sondrio           | Bronze    |
| Dervio                             | Dervio                    | Lecco             | Bronze    |
| Desenzano del Garda-Sirmione       | Desenzano del Garda       | Brescia           | Gold      |
| Desio                              | Desio                     | Monza i Brianza   | Silver    |
| Dorio                              | Dorio                     | Lecco             | Bronze    |
| Dubino                             | Dubino                    | Sondrio           | Bronze    |
| Ferrera Lomellina                  | Ferrera Erbognone         | Pavia             | Bronze    |
| Fiumelatte                         | Fiumelatte                | Lecco             | Bronze    |
| Gaggiano                           | Gaggiano                  | Mediolan          | Silver    |
| Gallarate                          | Gallarate                 | Varese            | Gold      |
| Gambolò-Remondò                    | Gambolò                   | Pavia             | Bronze    |
| Garlasco                           | Garlasco                  | Pavia             | Bronze    |
| Gazzada-Schianno-Morazzone         | Gazzada Schianno          | Varese            | Silver    |
| Gazzo di Bigarello                 | Gazzo di Bigarello        | Mantua            | Bronze    |
| Gazzo-Pieve San Giacomo            | Pieve San Giacomo         | Cremona           | Bronze    |
| Ghedi                              | Ghedi                     | Brescia           | Bronze    |
| Gonzaga-Reggiolo                   | Gonzaga                   | Mantua            | Bronze    |
| Gropello Cairoli                   | Gropello Cairoli          | Pavia             | Bronze    |
| Grumello del Monte                 | Grumello del Monte        | Bergamo           | Silver    |
| Induno Olona                       | Induno Olona              | Varese            | Silver    |
| Ispra                              | Ispra                     | Varese            | Bronze    |
| Lambrinia                          | Lambrinia                 | Pavia             | Bronze    |
| Laveno-Mombello                    | Laveno                    | Varese            | Silver    |
| Lecco                              | Lecco                     | Lecco             | Gold      |
| Lecco Maggianico                   | Lecco                     | Lecco             | Silver    |
| Leggiuno-Monvalle                  | Leggiuno                  | Varese            | Bronze    |
| Legnano                            | Legnano                   | Mediolan          | Silver    |
| Lesmo                              | Lesmo                     | Monza i Brianza   | Bronze    |
| Levata                             | Curtatone                 | Mantua            | Bronze    |
| Levate                             | Levate                    | Bergamo           | Silver    |
| Lierna                             | Lierna                    | Lecco             | Bronze    |
| Lissone-Muggiò                     | Lissone                   | Monza i Brianza   | Silver    |
| Locate Triulzi                     | Locate di Triulzi         | Mediolan          | Silver    |
| Lodi                               | Lodi                      | Lodi              | Gold      |
| Lomello                            | Lomello                   | Pavia             | Bronze    |
| Lonato                             | Lonato                    | Brescia           | Bronze    |
| Luino                              | Luino                     | Varese            | Silver    |
| Lungavilla                         | Lungavilla                | Pavia             | Silver    |
| Macherio-Canonica                  | Macherio                  | Monza i Brianza   | Bronze    |
| Macherio-Sovico                    | Macherio                  | Monza i Brianza   | Bronze    |
| Madignano                          | Madignano                 | Cremona           | Bronze    |
| Magenta                            | Magenta                   | Mediolan          | Silver    |
| Maleo                              | Maleo                     | Lodi              | Bronze    |
| Mandello del Lario                 | Mandello del Lario        | Lecco             | Silver    |
| Manerbio                           | Manerbio                  | Brescia           | Silver    |
| Mantova                            | Mantua                    | Mantua            | Gold      |
| Mantova Frassine                   | Mantua                    | Mantua            | Bronze    |
| Marcaria                           | Marcaria                  | Mantua            | Bronze    |
| Mede                               | Mede                      | Pavia             | Bronze    |
| Melegnano                          | Melegnano                 | Mediolan          | Silver    |
| Melzo                              | Melzo                     | Mediolan          | Silver    |
| Merone                             | Merone                    | Como              | Bronze    |
| Milano Cadorna                     | Mediolan                  | Mediolan          |           |
| Milano Centrale                    | Mediolan                  | Mediolan          | Platinum  |
| Milano Certosa                     | Mediolan                  | Mediolan          | Silver    |
| Milano Dateo                       | Mediolan                  | Mediolan          | Silver    |
| Milano Greco Pirelli               | Mediolan                  | Mediolan          | Gold      |
| Milano Lambrate                    | Mediolan                  | Mediolan          | Gold      |
| Milano Lancetti                    | Mediolan                  | Mediolan          | Silver    |
| Milano Porta Garibaldi             | Mediolan                  | Mediolan          | Platinum  |
| Milano Porta Genova                | Mediolan                  | Mediolan          | Silver    |
| Milano Porta Romana                | Mediolan                  | Mediolan          | Silver    |
| Milano Porta Venezia               | Mediolan                  | Mediolan          | Silver    |
| Milano Porta Vittoria              | Mediolan                  | Mediolan          | Silver    |
| Milano Repubblica                  | Mediolan                  | Mediolan          | Silver    |
| Milano Rogoredo                    | Mediolan                  | Mediolan          | Gold      |
| Milano Romolo                      | Mediolan                  | Mediolan          | Silver    |
| Milano San Cristoforo              | Mediolan                  | Mediolan          | Silver    |
| Milano Villapizzone                | Mediolan                  | Mediolan          | Silver    |
| Miradolo Terme                     | Miradolo Terme            | Pavia             | Bronze    |
| Moiana                             | Moiana                    | Como              | Bronze    |
| Molteno                            | Molteno                   | Lecco             | Silver    |
| Montello-Gorlago                   | Montello                  | Bergamo           | Silver    |
| Montirone                          | Montirone                 | Brescia           | Bronze    |
| Monza                              | Monza                     | Monza i Brianza   | Gold      |
| Monza Sobborghi                    | Monza                     | Monza i Brianza   | Bronze    |
| Morbegno                           | Morbegno                  | Sondrio           | Silver    |
| Morengo-Bariano                    | Bariano                   | Bergamo           | Silver    |
| Mornago-Cimbro                     | Mornago                   | Varese            | Bronze    |
| Mortara                            | Mortara                   | Pavia             | Silver    |
| Motta San Damiano                  | Motta San Damiano         | Pavia             | Bronze    |
| Nicorvo                            | Nicorvo                   | Pavia             | Bronze    |
| Novate Mezzola                     | Novate Mezzola            | Sondrio           | Bronze    |
| Oggiono                            | Oggiono                   | Lecco             | Silver    |
| Olcio                              | Olcio                     | Lecco             | Bronze    |
| Olevano                            | Olevano                   | Pavia             | Bronze    |
| Olgiate-Calco-Brivio               | Olgiate Molgora           | Lecco             | Silver    |
| Olmeneta                           | Olmeneta                  | Cremona           | Bronze    |
| Orio Litta                         | Orio Litta                | Lodi              | Bronze    |
| Osnago                             | Osnago                    | Lecco             | Silver    |
| Ospedaletto Lodigiano              | Ospedaletto Lodigiano     | Lodi              | Bronze    |
| Ospitaletto Mantovano              | Ospitaletto Mantovano     | Mantua            | Bronze    |
| Ospitaletto-Travagliato            | Ospitaletto               | Brescia           | Silver    |
| Ostiglia                           | Ostiglia                  | Mantua            | Bronze    |
| Paderno-Robbiate                   | Paderno d’Adda            | Lecco             | Silver    |
| Palazzolo sull’Oglio               | Palazzolo sull’Oglio      | Brescia           | Silver    |
| Palestro                           | Palestro                  | Pavia             | Bronze    |
| Palidano                           | Palidano                  | Mantua            | Bronze    |
| Parabiago                          | Parabiago                 | Mediolan          | Silver    |
| Paratico                           | Paratico                  | Brescia           | Bronze    |
| Parona Lomellina                   | Parona                    | Pavia             | Silver    |
| Pavia                              | Pavia                     | Pavia             | Gold      |
| Pavia Porta Garibaldi              | Pavia                     | Pavia             | Bronze    |
| Piadena                            | Piadena                   | Cremona           | Silver    |
| Pieve Albignola                    | Pieve Albignola           | Pavia             | Bronze    |
| Pieve Emanuele                     | Pieve Emanuele            | Mediolan          | ?         |
| Pinarolo Po                        | Pinarolo Po               | Pavia             | Bronze    |
| Pioltello-Limito                   | Pioltello                 | Mediolan          | Silver    |
| Piona                              | Piona                     | Lecco             | Bronze    |
| Pizzighettone                      | Pizzighettone             | Cremona           | Bronze    |
| Poggio Rusco                       | Poggio Rusco              | Mantua            | Silver    |
| Poggiridenti-Tresivio-Piateda      | Poggiridenti              | Sondrio           | Bronze    |
| Ponte d’Adda                       | Pizzighettone             | Cremona           | Bronze    |
| Ponte in Valtellina                | Ponte in Valtellina       | Sondrio           | Bronze    |
| Ponte San Marco-Calcinato          | Calcinato                 | Brescia           | Bronze    |
| Ponte San Pietro                   | Ponte San Pietro          | Bergamo           | Silver    |
| Pontida                            | Pontida                   | Bergamo           | Bronze    |
| Porto Ceresio                      | Porto Ceresio             | Varese            | Silver    |
| Porto Valtravaglia                 | Porto Valtravaglia        | Varese            | Bronze    |
| Pozzuolo Martesana                 | Pozzuolo Martesana        | Mediolan          | Silver    |
| Prata Camportaccio                 | Prata Camportaccio        | Sondrio           | Bronze    |
| Pregnana Milanese                  | Pregnana Milanese         | Mediolan          | Silver    |
| Remedello Sopra                    | Remedello                 | Brescia           | Bronze    |
| Remedello Sotto                    | Remedello                 | Brescia           | Bronze    |
| Renate-Veduggio                    | Renate                    | Monza i Brianza   | Silver    |
| Rho                                | Rho                       | Mediolan          | Silver    |
| Rho Fiera                          | Rho                       | Mediolan          | Silver    |
| Robbio                             | Robbio                    | Pavia             | Silver    |
| Robecco-Pontevico                  | Robecco d’Oglio           | Cremona           | Bronze    |
| Romano                             | Romano di Lombardia       | Bergamo           | Silver    |
| Romanore                           | Romanore                  | Mantua            | Bronze    |
| Rovato                             | Rovato                    | Brescia           | Silver    |
| Roverbella                         | Roverbella                | Mantua            | Bronze    |
| Sant’Antonio Mantovano             | Porto Mantovano           | Mantua            | Bronze    |
| San Cassiano Valchiavenna          | San Cassiano Valchiavenna | Sondrio           | Bronze    |
| Santa Cristina e Bissone           | Santa Cristina e Bissone  | Pavia             | Bronze    |
| San Donato Milanese                | San Donato Milanese       | Mediolan          | Bronze    |
| San Giacomo di Teglio              | San Giacomo di Teglio     | Sondrio           | Bronze    |
| San Giovanni in Croce              | San Giovanni in Croce     | Cremona           | Bronze    |
| Santa Giuletta                     | Santa Giuletta            | Pavia             | Bronze    |
| San Giuliano Milanese              | San Giuliano Milanese     | Mediolan          | Silver    |
| San Martino Siccomario-Cava Manara | San Martino Siccomario    | Pavia             | Silver    |
| San Michele in Bosco               | San Michele in Bosco      | Mantua            | Bronze    |
| San Pietro Berbenno                | San Pietro Berbenno       | Sondrio           | Bronze    |
| Santo Stefano Lodigiano            | Santo Stefano Lodigiano   | Lodi              | Bronze    |
| San Zeno-Folzano                   | San Zeno Naviglio         | Brescia           | Bronze    |
| San Zenone al Lambro               | San Zenone al Lambro      | Mediolan          | Silver    |
| Sairano                            | Sairano                   | Pavia             | Bronze    |
| Sairano-Zinasco                    | Zinasco                   | Pavia             | Bronze    |
| Sala al Barro-Galbiate             | Galbiate                  | Lecco             | Bronze    |
| Samolaco                           | Samolaco                  | Sondrio           | Bronze    |
| Sangiano                           | Sangiano                  | Varese            | Bronze    |
| Sannazzaro                         | Sannazzaro de’ Burgondi   | Pavia             | Silver    |
| Sartirana                          | Sartirana Lomellina       | Pavia             | Bronze    |
| Secugnago                          | Secugnago                 | Lodi              | Silver    |
| Segrate                            | Segrate                   | Mediolan          | Silver    |
| Seregno                            | Seregno                   | Monza i Brianza   | Silver    |
| Seriate                            | Seriate                   | Bergamo           | Silver    |
| Sesto Calende                      | Sesto Calende             | Varese            | Silver    |
| Sesto San Giovanni                 | Sesto San Giovanni        | Mediolan          | Silver    |
| Somma Lombardo                     | Somma Lombardo            | Varese            | Silver    |
| Sondrio                            | Sondrio                   | Sondrio           | Gold      |
| Soresina                           | Soresina                  | Cremona           | Silver    |
| Stezzano                           | Stezzano                  | Bergamo           | Silver    |
| Stradella                          | Stradella                 | Pavia             | Silver    |
| Suzzara                            | Suzzara                   | Mantua            | Silver    |
| Taino-Angera                       | Taino                     | Varese            | Bronze    |
| Talamona                           | Talamona                  | Sondrio           | Bronze    |
| Tavazzano                          | Tavazzano                 | Lodi              | Silver    |
| Ternate-Varano Borghi              | Ternate                   | Varese            | Bronze    |
| Terno                              | Terno d’Isola             | Bergamo           | Silver    |
| Tirano                             | Tirano                    | Sondrio           | Silver    |
| Torre de’ Picenardi                | Torre de’ Picenardi       | Cremona           | Bronze    |
| Torreberetti                       | Torre Beretti             | Pavia             | Bronze    |
| Travedona-Biandronno               | Travedona                 | Varese            | Bronze    |
| Trecella                           | Trecella                  | Mediolan          | Silver    |
| Tresenda-Aprica-Teglio             | Teglio                    | Sondrio           | Bronze    |
| Treviglio                          | Treviglio                 | Bergamo           | Gold      |
| Treviglio Ovest                    | Treviglio                 | Bergamo           | Silver    |
| Trezzano sul Naviglio              | Trezzano sul Naviglio     | Mediolan          | Silver    |
| Triuggio-Ponte Albiate             | Triuggio                  | Monza i Brianza   | Silver    |
| Tromello                           | Tromello                  | Pavia             | Bronze    |
| Valle Lomellina                    | Valle Lomellina           | Pavia             | Bronze    |
| Valmadrera                         | Valmadrera                | Lecco             | Bronze    |
| Vanzago-Pogliano                   | Vanzago                   | Mediolan          | Silver    |
| Varenna-Esino                      | Varenna                   | Lecco             | Silver    |
| Varese                             | Varese                    | Varese            | Gold      |
| Verceia                            | Verceia                   | Sondrio           | Bronze    |
| Vercurago-San Girolamo             | Vercurago                 | Lecco             | Bronze    |
| Verdello-Dalmine                   | Verdello                  | Bergamo           | Silver    |
| Vergiate                           | Vergiate                  | Varese            | Silver    |
| Verolanuova                        | Verolanuova               | Brescia           | Silver    |
| Viadana Bresciana                  | Viadana Bresciana         | Brescia           | Bronze    |
| Vidalengo                          | Vidalengo                 | Bergamo           | Bronze    |
| Vigevano                           | Vigevano                  | Pavia             | Silver    |
| Vignate                            | Vignate                   | Mediolan          | Silver    |
| Villa di Tirano                    | Villa di Tirano           | Sondrio           | Bronze    |
| Villa Raverio                      | Villa Raverio             | Monza i Brianza   | Silver    |
| Villamaggiore                      | Villamaggiore             | Mediolan          | Silver    |
| Villanova d’Ardenghi               | Villanova d’Ardenghi      | Pavia             | Bronze    |
| Villasanta                         | Villasanta                | Monza i Brianza   | Silver    |
| Villetta Malagnino                 | Malagnino                 | Cremona           | Bronze    |
| Visano                             | Visano                    | Brescia           | Bronze    |
| Vittuone-Arluno                    | Vittuone                  | Mediolan          | Silver    |
| Voghera                            | Voghera                   | Pavia             | Gold      |
| Zinasco Nuovo                      | Zinasco                   | Pavia             | Bronze    |